# Station Provença
Station Provença is metro- en treinstation in Barcelona dat eigendom is van FGC. In dit station is er een ondergrondse aansluiting met TMB metrostation Diagonal

## Trein
Station Provença wordt aangedaan door FGC-lijnen L6, L7 en S1, S2, S5 en S55.

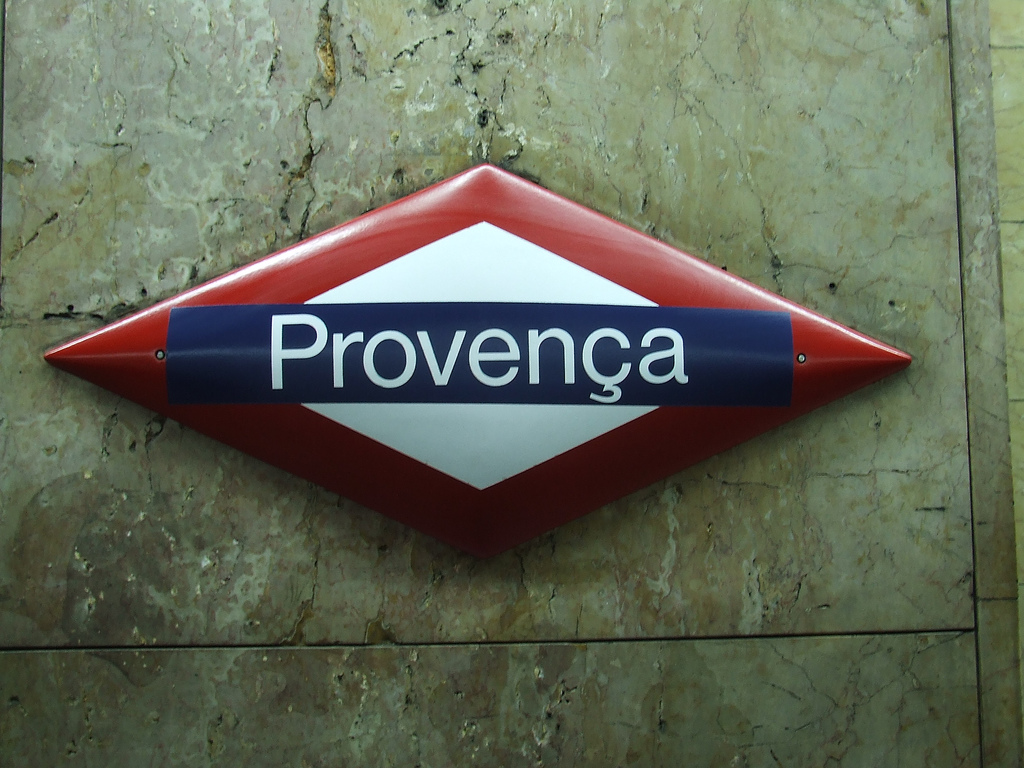
Naambord station
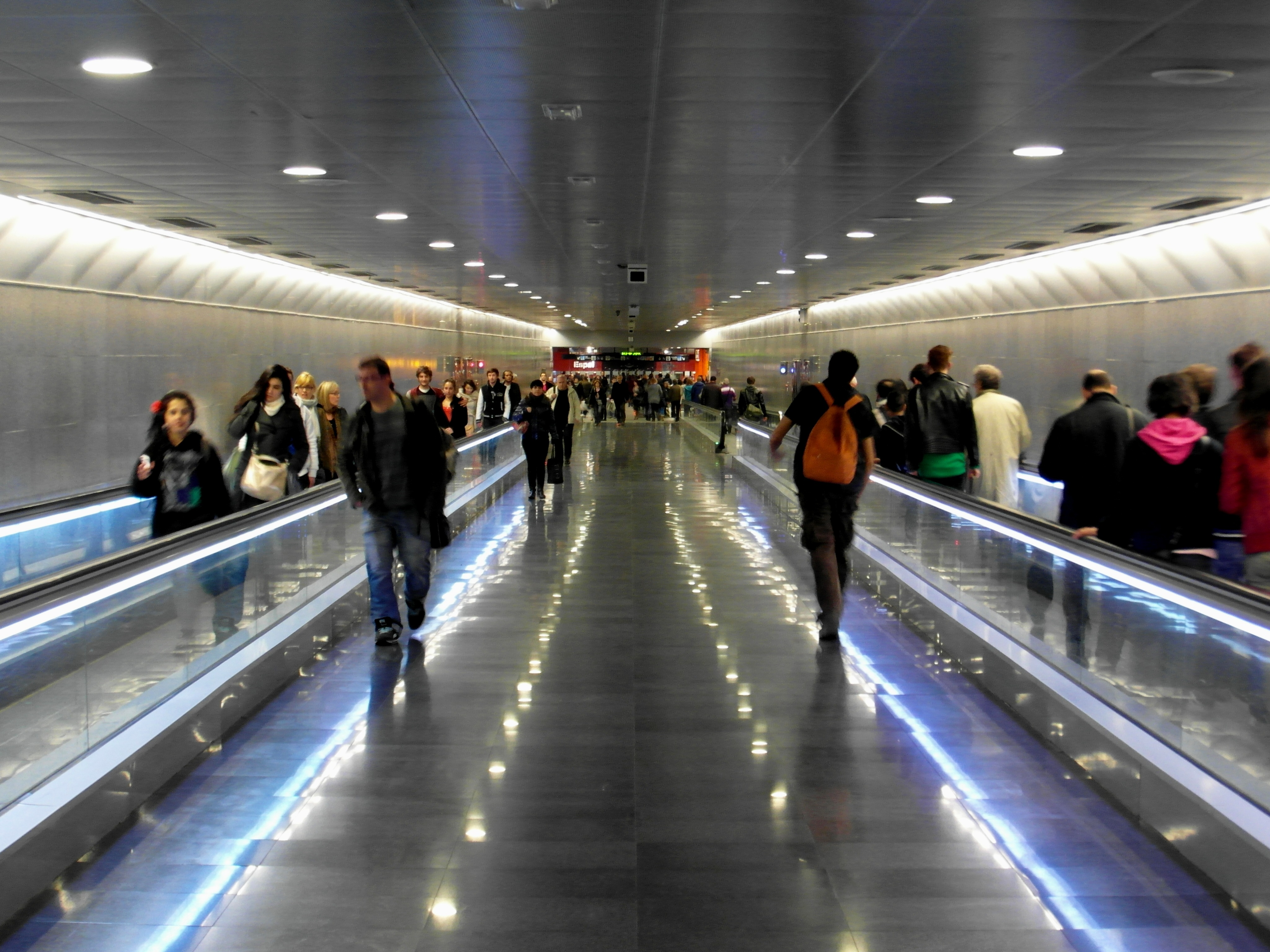
De verbindingsgang tussen Provença en Diagonal
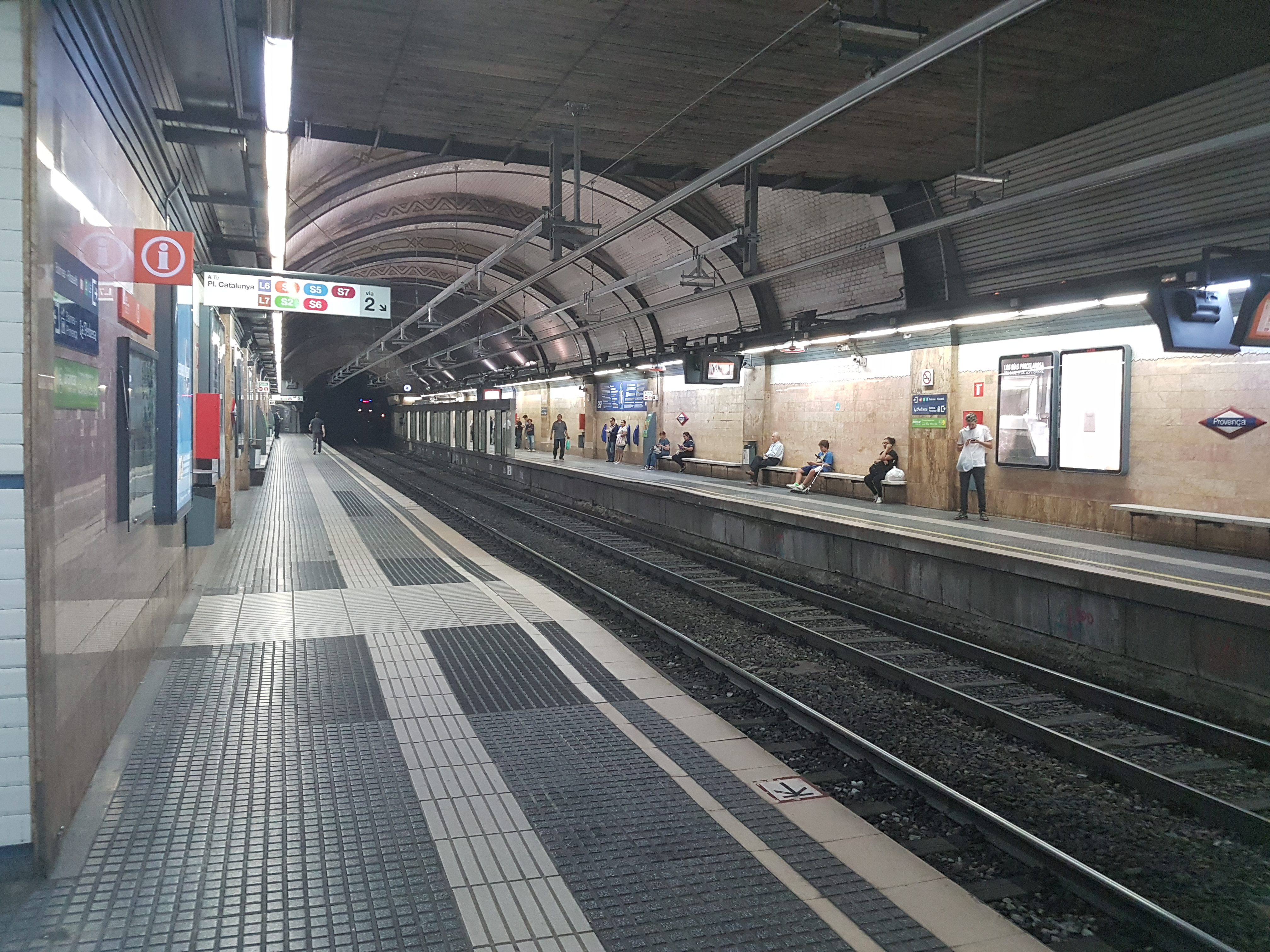
De perronhal uit 1929